# Утешев, Нурлан Сулейменович
Нурлан Сулейменович Утешев (каз. Нұрлан Сүлейменұлы Өтешев, р. 24 февраля 1977, Алма-Ата, Казахская ССР) — казахстанский общественный и политический деятель.

## Биография
В 1998 году окончил с отличием Казахстанский государственный юридический университет (КазГЮУ), затем магистратуру этого университета. Капитан команды КВН КазГЮУ 1996—1999 годов. Начал трудовую деятельность преподавателем финансового права в КазГЮУ, в 2000 году был назначен проректором Казахского государственного юридического университета по воспитательной работе. Женат, есть дети Санжар и Айбар. Жену зовут Гаухар.
В 2000 году снялся в фильме «Десант» режиссёра Лейлы Аранышевой.
Начиная с первой половины 2000-х годов является руководителем ряда общественных организаций: в 2001—2002 годах был председателем Муниципального молодёжного движения «Талапкер», с февраля 2002 года — сопредседатель Общественного объединения «Выбор молодых», с августа 2002 года — президент ОЮЛ «Ассоциация молодёжных организаций города Алматы».
В ноябре 2002 года Нурлана Утешева избрали исполнительным директором Объединения юридических лиц «Конгресс молодёжи Казахстана», в 2004 году на конференции он был вновь избран на эту должность.
В 2003 году участвовал в создании и работе Общественного комитета по контролю за выборами https://nomad.su/?a=3-200308290017
В 2004 году выставил свою кандидатуру на выборах в мажилис парламента Казахстана по 7-му одномандатному округу (город Алма-Ата). Помимо своей биографии предоставлялся текст договора, который избиратели имели возможность подписать. Согласно ему, в случае избрания в депутаты Нурлан Утешев обязывался «увеличить пенсии в 2 раза, увеличить заработную плату работникам бюджетной сферы на 40 процентов, решить проблему трудоустройства женщин в возрасте от 40 до 64 лет, путём введения налоговых льгот для предприятий и увеличения числа занятых в экономике города Алматы на 15000 человек».
С 12 января 2005 года до апреля 2008 года работал директором департамента воспитательной работы и молодёжной политики Министерства образования и науки Казахстана, являлся секретарём совета по делам молодёжи при Правительстве Республики Казахстан, членом совета по делам молодёжи СНГ, ШОС. Принимал участие в разработке закона Республики Казахстан «О государственной молодёжной политике».
В июне 2007 года вступил в Народно-демократическую партию «Нур Отан». После церемонии вручения партийного билета, Нурлан Утешев, отвечая на вопросы журналистов, сказал:
Мы видим возможность строительства успешного Казахстана через консолидацию вокруг НДП «Нур Отан», которая последовательно реализует политику Главы государства, направленную на социально-экономическое и политическое развитие нашей страны.
В апреле—июле 2008 года работал в Центральном аппарате Народно-демократической партии «Нур Отан» директором департамента молодёжной политики и внешних связей.
14 мая 2008 года в Астане с участием президента Казахстана Н. А. Назарбаева прошёл I съезд молодёжного крыла «Жас Отан» при НДП «Нур Отан», на котором делегаты избрали Нурлана Утешева на должность исполнительного секретаря организации.
C августа 2012 года по август 2013 года работал исполняющим обязанности председателя, затем председателем комитета по делам молодёжи Министерства образования и науки Казахстана.
В связи с присуждением стипендии "Болашак" с 2013 по 2015 год проходил языковую подготовку в Brunel University, и научную стажировку в Cambridge University.
С 2013 по 2019 год — старший научный сотрудник Евразийского национального университета имени Л. Н. Гумилёва.
С 2016 года по январь 2019 года — председатель правления НАО «Центр поддержки гражданских инициатив».
С 2019 года по настоящее время - заместитель председателя Федерации профсоюзов Республики Казахстан | https://kasipodaq.kz/about/head/

## Награды
- Юбилейная медаль «Қазақстан Конституциясына 10 жыл» (10 лет Конституции Казахстана)[8]
- Юбилейная медаль «10 жыл Астана» (10 лет Астане)
- Государственная молодёжная премия «Дарын»[2]